# Whitfieldia elongata
Whitfieldia elongata är en akantusväxtart som först beskrevs av Ambroise Marie François Joseph Palisot de Beauvois, och fick sitt nu gällande namn av Wildem. och Th. Dur.. Whitfieldia elongata ingår i släktet Whitfieldia och familjen akantusväxter. Inga underarter finns listade i Catalogue of Life.

## Bildgalleri

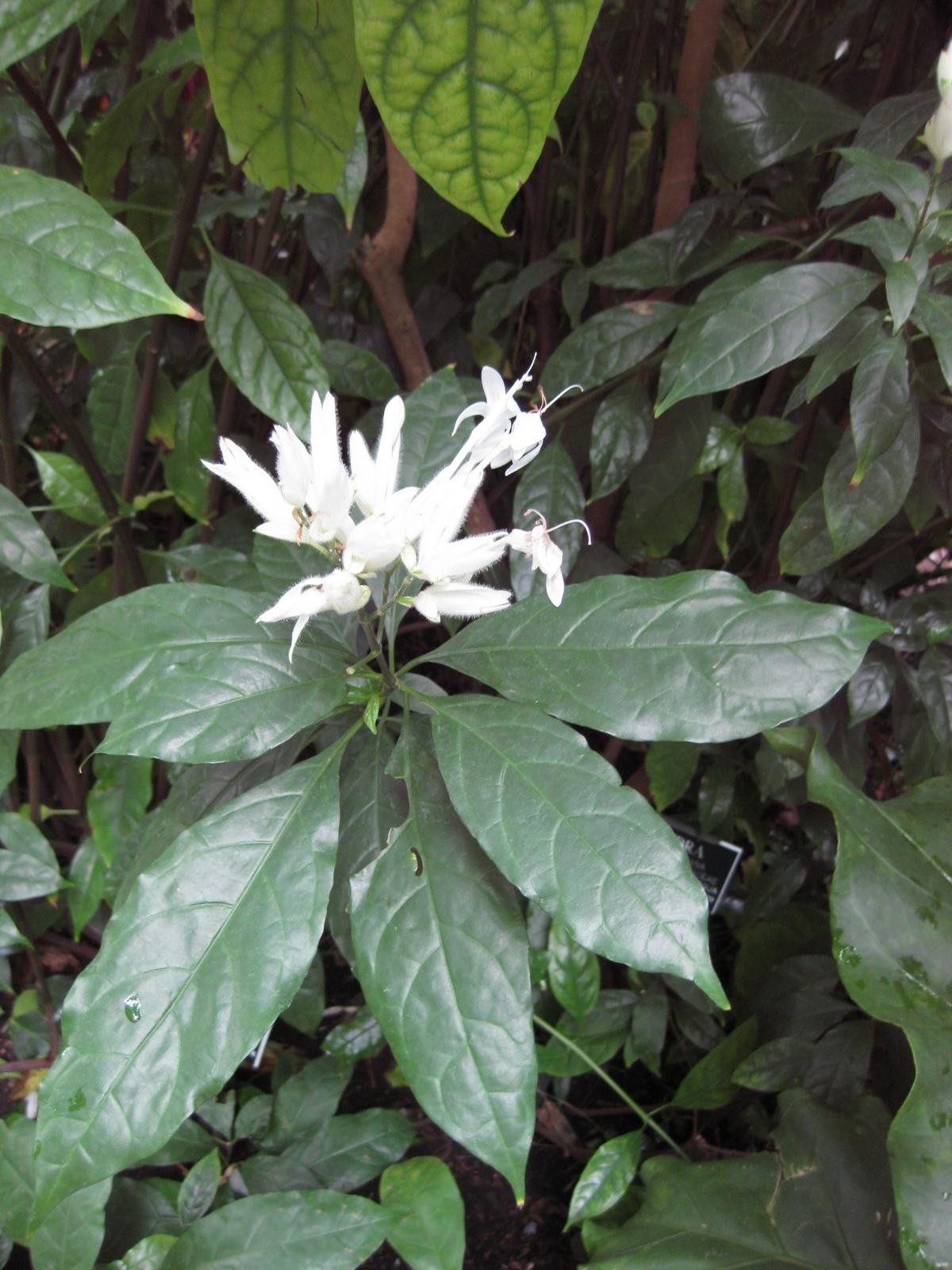
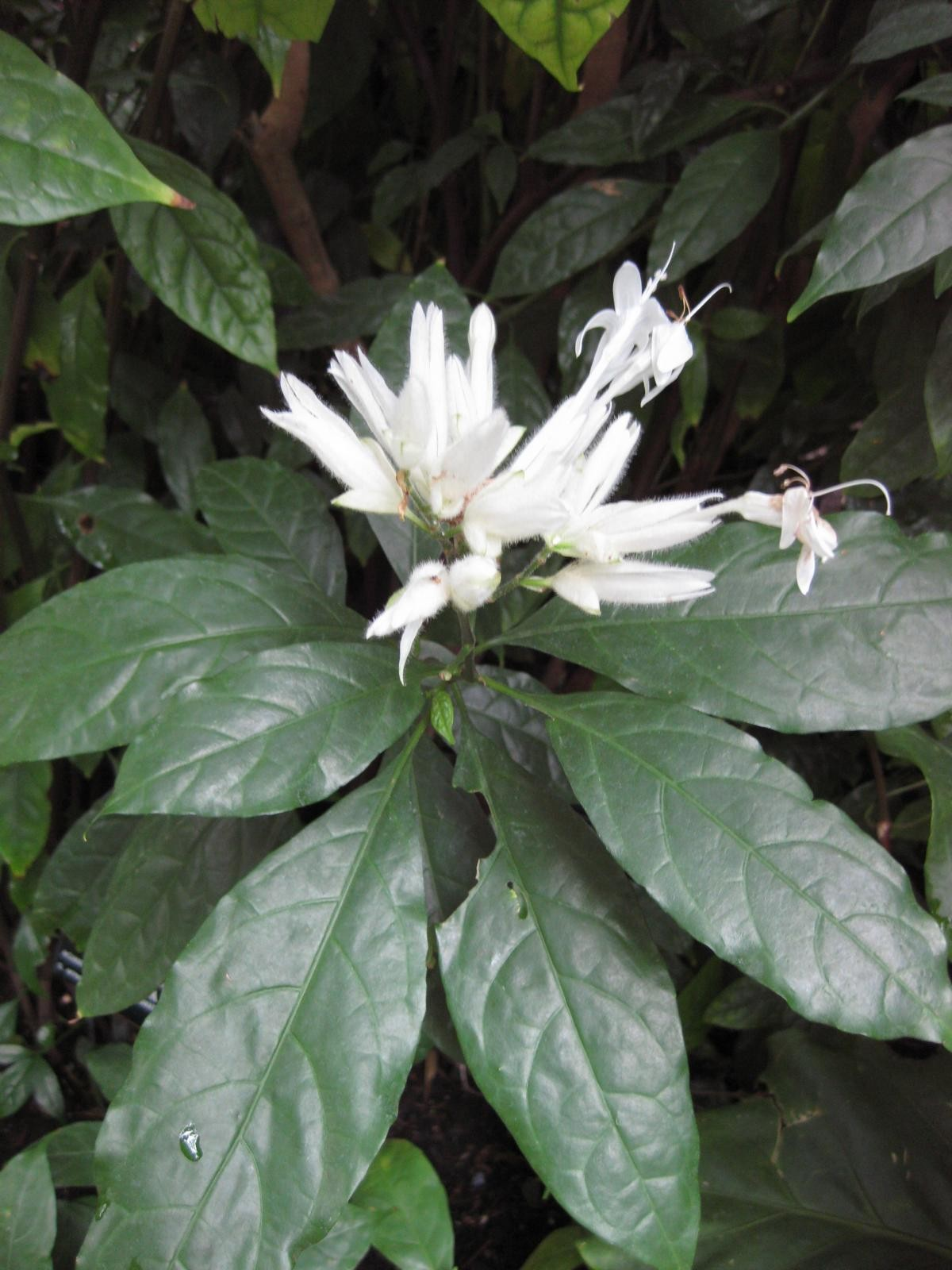
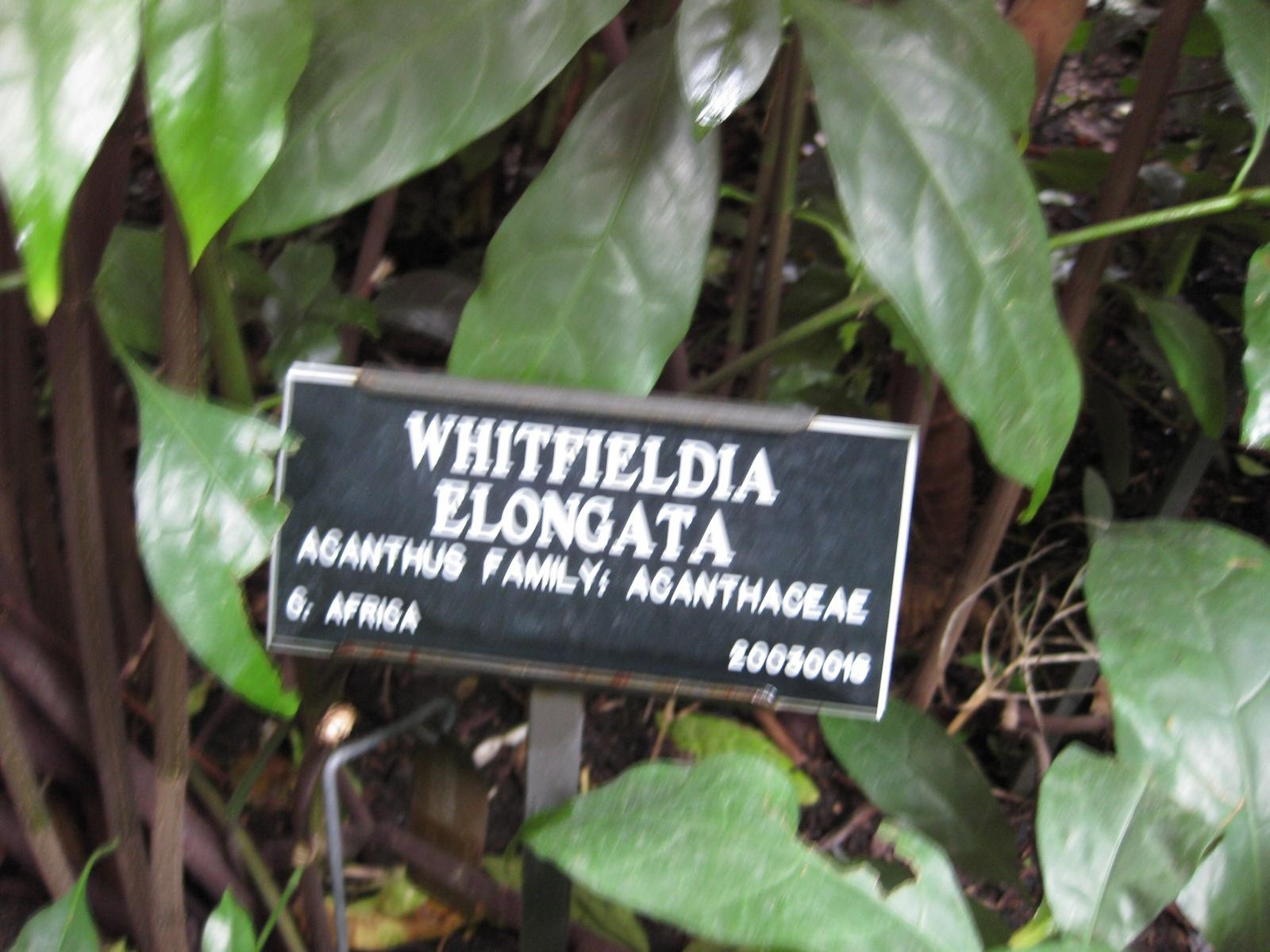
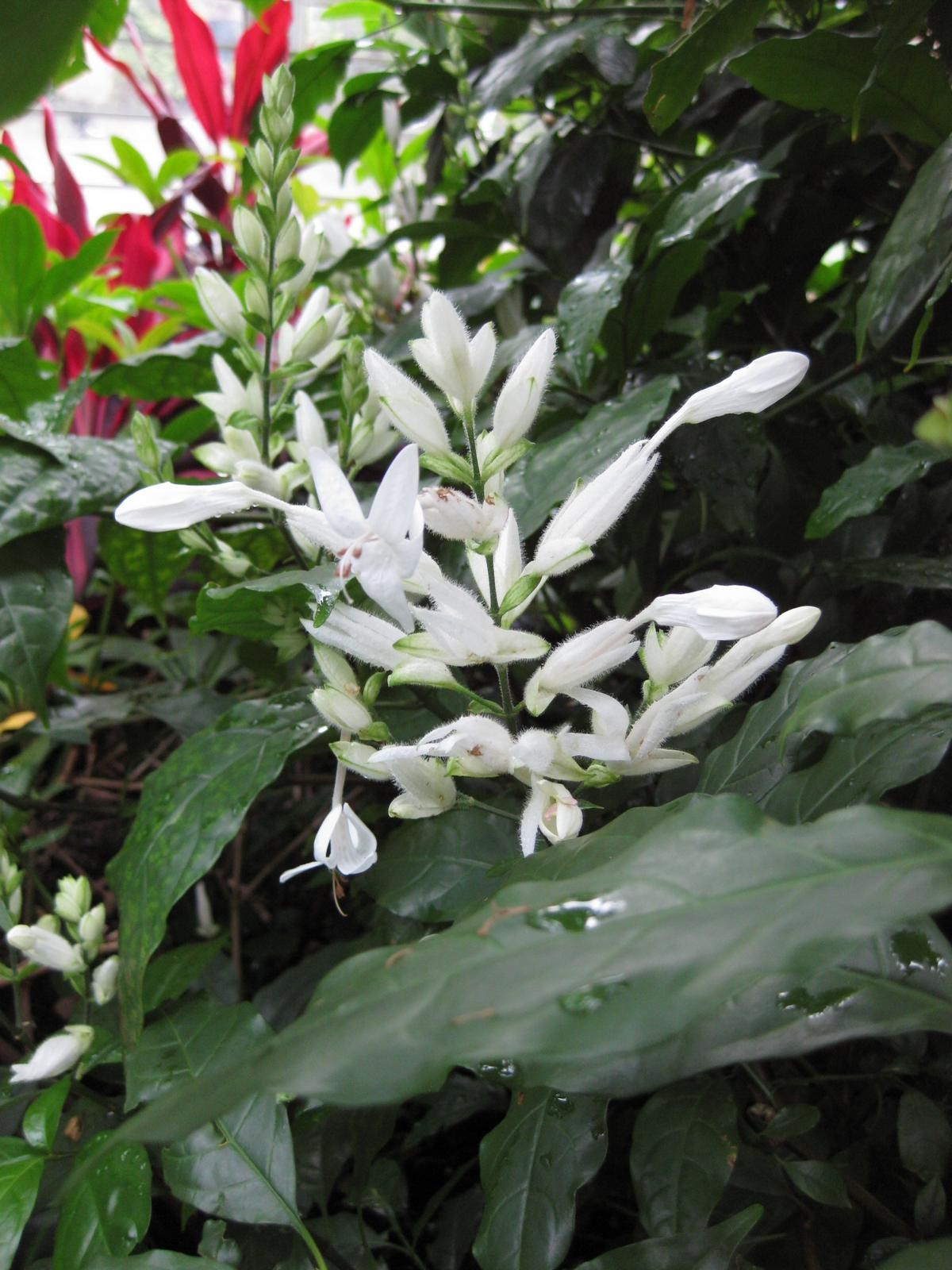